# Sphinx pinastri
Sphinx pinastri és una espècie de lepidòpter ditrisi de la família dels esfíngids (Sphingidae) que habita gran part d'Europa (excepte la península Ibèrica i unes poques zones de França, on l'espècie que s'hi troba és S. maurorum, Irlanda i les zones més fredes del continent), Sibèria, Turquia, Líban i nord d'Israel. En el segle xix aquesta papallona nocturna s'havia descrit com a espècie ocasional a Gran Bretanya, però des que es van fer plantacions de pins a Anglaterra hi està establerta. L'any 2019 també es va descriure a Còrsega, on es pensava que havia estat reemplaçada per S. maurorum, com en algunes regions de la França continental.
També està citada a Nord-amèrica, on Canadà i Estats Units, on s'especula que es troba l'origen d'aquesta espècie.
Les erugues són verdes, amb unes franges longitudinals blanques i una franja vermellosa en la part superior. Durant el dia, les papallones descansen sobre l'escorça dels pins, camuflades per la seva coloració grisa marronosa. L'eruga s'alimenta de les agulles dels pins i avets. Ha estat descrita en boscos de Pinus silvestris, Pinus strobus, Pinus cembra, Larix sibirica, Larix decidua i Picea abies. En la fase adulta prefereix plantes més aviat dolces, com el xuclamel. i també s'alimenten de Saponaria officinalis.
Les larves poden ser parasitades pels fongs entomopatògens Cordyceps.

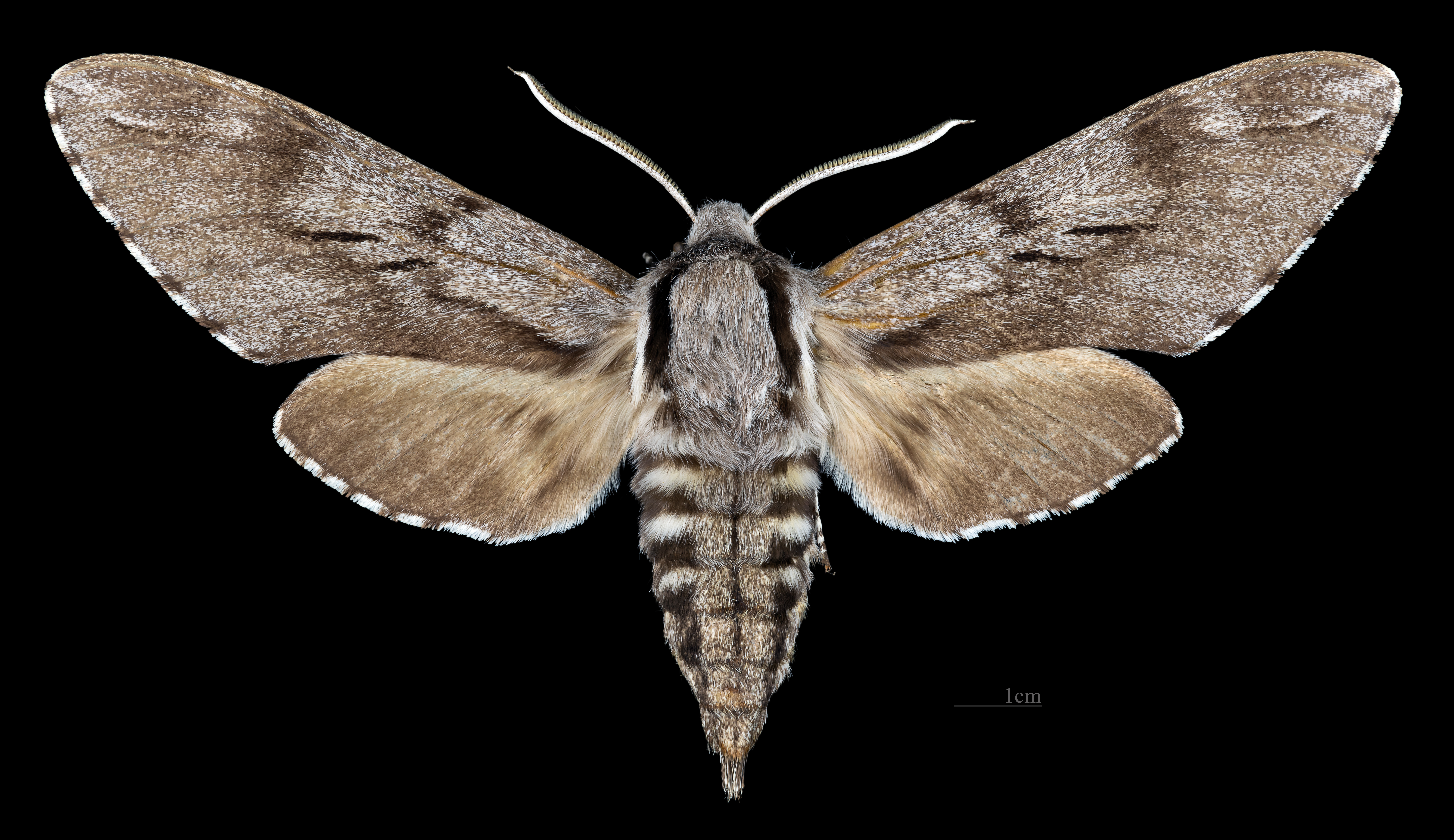
Sphinx pinastri ♂
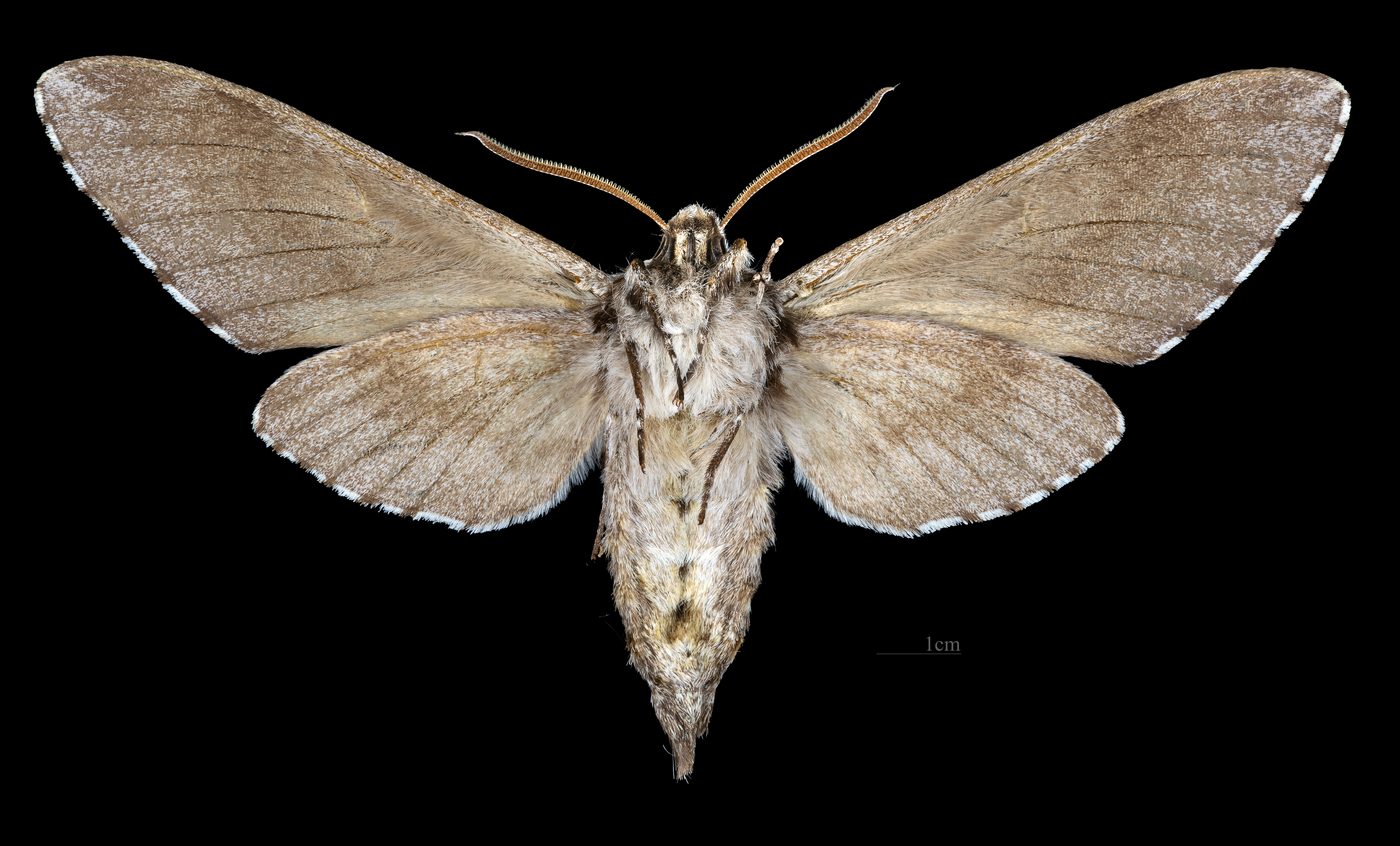
Sphinx pinastri ♂ △
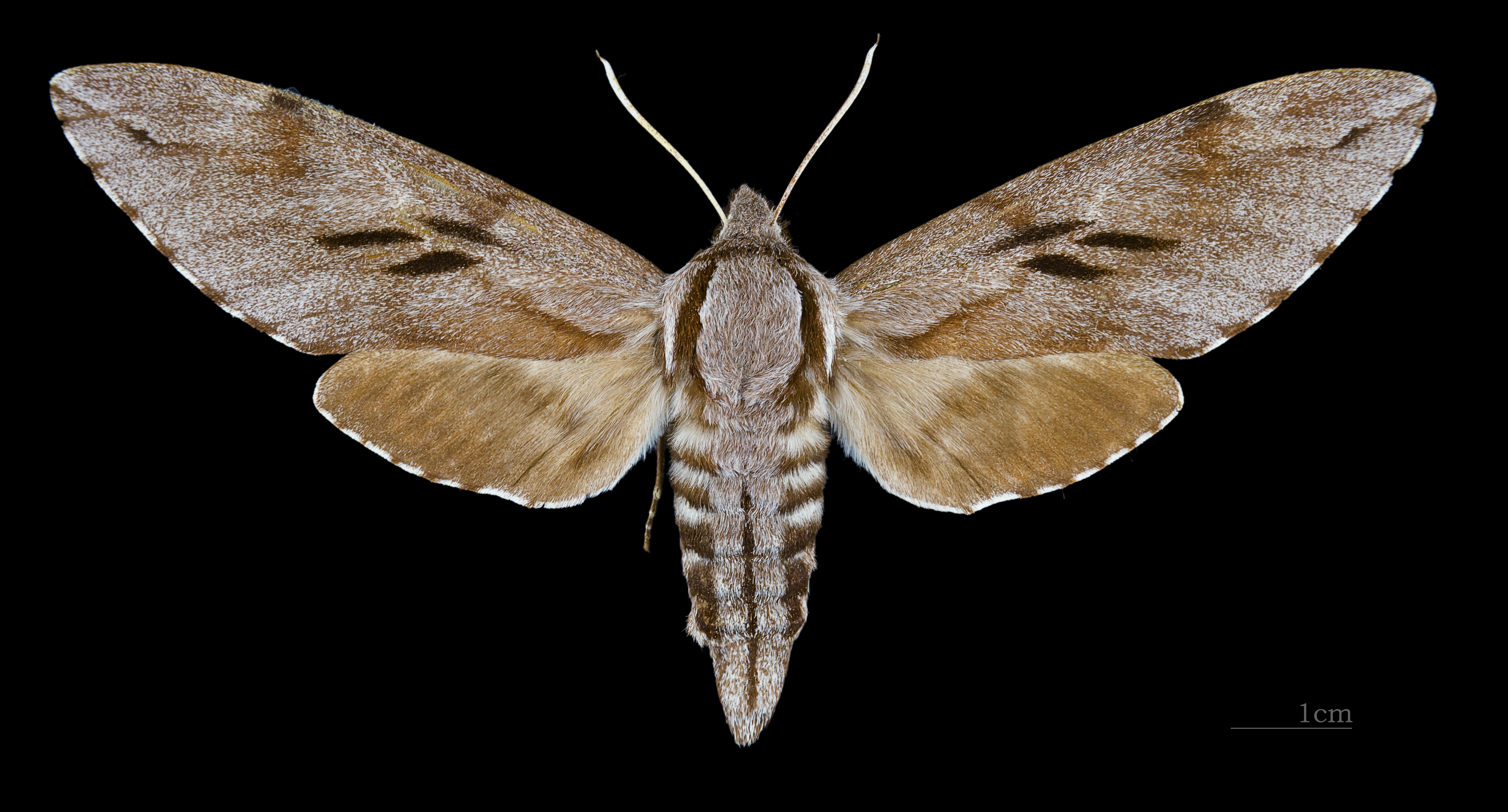
Sphinx pinastri ♀
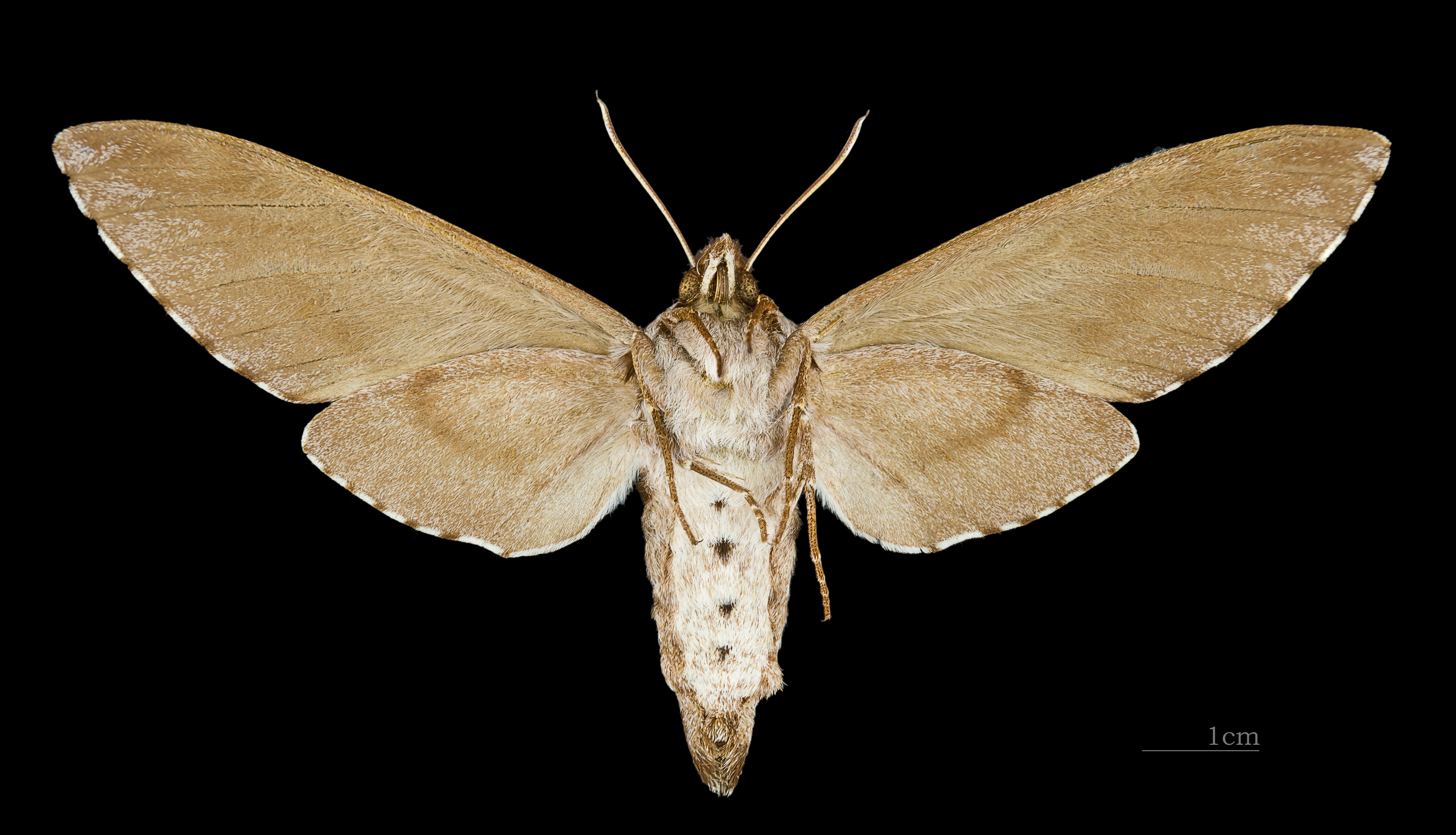
Sphinx pinastri ♀ △